# Xã Willow Hill, Quận Jasper, Illinois
Xã Willow Hill (tiếng Anh: Willow Hill Township) là một xã thuộc quận Jasper, tiểu bang Illinois, Hoa Kỳ. Năm 2010, dân số của xã này là 639 người.